# Граф Кінкардин
Титул графа Кінкардина було створено в 1647 році в перстві Шотландії для Едварда Брюса, онука Джорджа Брюса з Карнока, який був молодшим братом 1-го лорда Кінлосса, а той, у свою чергу, був батьком 1-го графа Елґіна .
Чарльз Брюс, дев'ятий граф Кінкардин, успадкував титул графа Елґіна в 1747 році, і з тих пір графства Елґін і Кінкардин залишаються єдиним графством.

## Графи Кінкардин, перше створення (1647)
- Едвард Брюс, 1-й граф Кінкардин (помер 1662)
- Александер Брюс, 2-й граф Кінкардин (бл. 1629–1680)
- Александер Брюс, 3-й граф Кінкардин (бл. 1666–1705)
- Александер Брюс, 4-й граф Кінкардін (помер 1706)
- Роберт Брюс, 5-й граф Кінкардин (помер 1718), старший син Александра Брюса (4-го графа)
- Александер Брюс, 6-й граф Кінкардин (1662–1721), другий син Александра Брюса (4-й граф)
- Томас Брюс, 7-й граф Кінкардин (1663–1739/1740), третій і молодший син Александра Брюса (4-го графа)
- Вільям Брюс, 8-й граф Кінкардин (1710–1740), син Томаса Брюса
- Чарльз Брюс, 5-й граф Елґін і 9-й граф Кінкардин (1732–1771), син Вільяма Брюса
- Вільям Роберт Брюс, 6-й граф Елґін і 10-й граф Кінкардин (1764–1771), перший син Чарльза Брюса, 5-го графа Елґіна
- Томас Брюс, 7-й граф Елґін, 11-й граф Кінкардин (1766–1841) відомий через колекцію мармурових скульптур Елґін-Марблс, другий син Чарльза Брюса, 5-го графа Елґіна
- Джеймс Брюс, 8-й граф Елґін, 12-й граф Кінкардин (1811–1863)
- Віктор Александер Брюс, 9-й граф Елґін, 13-й граф Кінкардин (1849–1917)
- Едвард Джеймс Брюс, 10-й граф Елґін, 14-й граф Кінкарднн (1881–1968)
- Ендрю Брюс, 11-й граф Елґін, 15-й граф Кінкардин (нар. 1924)

## Графи Кінкардин, друге створення (1707)
- Див. Герцог Монтроз